# Капінос Інна Анатоліївна
Інна Анатоліївна Капінос (нар. 31 жовтня 1964, Кривий Ріг, Дніпропетровська область) — українська акторка театру, кіно та дубляжу. Заслужена та народна артистка України (2002, 2024).

## Життєпис
Народилася 31 жовтня 1964 року у місті Кривий Ріг Дніпропетровської області.
У 1985 році закінчила Київський державний інститут театрального мистецтва імені Івана Карпенка-Карого (майстерня  В.І.Зимньої).
З 1985 року працює в Національному академічному драматичному театрі імені Івана Франка, викладала акторську майстерність студентам Бориса Савченка (курс кінорежисерів).
З 2022 року разом з С.Г.Калантай веде курс майбутніх кіноакторів в КНУТКіТ ім. І. К. Карпенко-Карого.
Займається дубляжем та озвученням рекламних роликів українською та російською мовами. 
З 1995 року член Національної спілки кінематографістів України.

## Творчість

### Роботи в театрі

#### Національний академічний драматичний театр імені Івана Франка
- 1986 — «Сімейний детектив» Л. Сінельникова; реж. Володимир Оглоблін
- 1989 — «Тев'є-Тевель» Григорія Горіна за творами Шолом-Алейхема; реж. Сергій Данченко — Хава
- 1990 — «Гріх» Володимира Винниченка; реж. Володимир Опанасенко — Ніна Муфта
- 1991 — «В неділю рано зілля копала» Ольги Кобилянської; реж. Володимир Опанасенко — Настка
- 1994 — «З коханням не жартують» Педро Кальдерона; реж. Володимир Опанасенко — Леонора
- 1995 — «Гетьман Дорошенко» Людмили Старицької-Черняхівської; реж. Володимир Опанасенко — Пріся
- 1996 — «Бояриня» за поемою» Лесі Українки; реж. Володимир Опанасенко — Оксана
- 1997 — «Король Лір» за однойменною п'єсою Вільяма Шекспіра; реж. Сергій Данченко — Корделія
- 1998 — «Суєта» Івана Карпенка-Карого; реж. Володимир Опанасенко — Василинка
- 2003 — «Ревізор» за однойменною п'єсою Миколи Гоголя; реж. Ігор Афанасьєв — Ликера[4]
- 2003 — «Цар Едіп» за однойменню п'єсою Софокла; реж. Роберт Стуруа — Фіванка
- 2005 — «Ромео і Джульєтта» за однойменною п'єсою Вільяма Шекспіра; реж. Валентин Козьменко-Делінде — Синьйора Монтеккі
- 2008 — «…Я згадую… Амаркорд» Олени Сікорської та Олександра Білозуба; реж. Олександр Білозуб — Зоряна[2][5]
- 2008 — «Едіт Піаф. Життя в кредит» мюзикл Юрія Рибчинського та Вікторії Васалатій; реж. Ігор Афанасьєв — Мадлен Ассо[2][6]
- 2011 — «Фредерік, або Бульвар Злочинів» Еріка-Емманюеля Шмітта; реж. Юрій Кочевенко — Мати Фредеріка
- 2012 — «Я, спадкоємець» Едуардо Де Філіппо; реж. Олексій Зубков — Маргарет
- 2013 — «Дами і гусари» Александера Фредро; реж. Юрій Одинокий — Пані Диндальська
- 2017 — «Джельсоміно в країні брехунів» за однойменною казкою Джанні Родарі; реж. Діана Айше — Продавчиня 2, перукар
- 2018 — «Війна» Ларса Нурена; реж. Давид Петросян — Мати
- 2019 — «Лимерівна» за однойменною п'єсою Панаса Мирного; реж. Іван Уривський — Шкандибиха
- 2020 — «Крум» Ханоха Левіна; реж. Давид Петросян — Труда, дружина Тахтиха
- 2021 — «Радован III» Душана Ковачевича; реж. Юрій Одинокий — Руменка, жінка Радована

#### Київська академічна майстерня театрального мистецтва «Сузір'я»
- 1989 —  «Сад божественних пісень» Валерія Шевчука за творами Григорія Сковороди; реж. Олексій Кужельний — Одна з Дітей сновидінь Сковороди[7]

#### Національна філармонія України
- 2002 —  «Заметіль» повість Олександра Пушкіна на музику Георгія Свиридова; реж. Ірина Нестеренко — Героїня[8]

### Фільмографія
- «Вир» (1983)
- «Наймичка» (1983) — Ганна
- «Вантаж без маркування» (1984) — дівчина
- «Кожен мисливець бажає знати…» (1985)
- «Спокута» (1985)
- «Батрачка» (1985) — Галя
- «Вечорниці» (1986) — Орися
- «Прем'єра у Соснівці» (1986) — Настя
- «Тепер ось прослався син людський» (1990)
- «Меланхолійний вальс» (1990) — Марта
- «Козаки йдуть» (1991) — Настка
- «Вишневі ночі» (1992) — Оленка
- «Для домашнього огнища» (1992)
- «Злочин з багатьма невідомими» (1993) — молода Олімпія Торська
- «Гетьманські клейноди» (1993)
- «Дорога на Січ» (1994)
- «Острів любові» (1995)
- «Роксолана» (1996, новела «Наречена»)
- «Весілля Барбі» (2005)
- «Повернення Мухтара-3» (2006)
- «Інше життя, або Втеча з того світу» (2006)
- «Дурдом» (2006)
- «П'ять хвилин до метро» (2006)
- «Зачароване кохання» (2008)
- «Коли на південь відлетять журавлі» (2010)
- «Лист очікування» (2012)
- «Кордон слідчого Савельєва» (2012)
- «Порох і дріб» (2012)
- «Жіночий лікар-2» (2013)
- «Життя після життя» (2013)
- «Криве дзеркало душі» (2013)
- «Пастка» (2013)
- «Друге життя» (2016)
- «Поганий хороший коп» (2016)
- «Запитайте у осені» (2016)
- «Хазяйка» (2016)
- «Прощаюся востаннє» (2017)
- «Хороший хлопець» (2017)
- «Ані слова про кохання» (2018)
- «Таємниці» (2019)
- «Повернення» (2019)
- «Серце матері» (2019)
- «Вибір матері» (2019)
- «Пробудження кохання» (2019)
- «Подаруй мені щастя» (2020)
- «Жіночі секрети» (2020)
- «Тросинка на вітрі» (2020)
- «Мій коханий ворог» (2020)
- «Тінь зірки» (2020)
- «Толока» (2020) — Олена Степанівна
- «Без тебе» (2021) — економка Алла
- «Кришталеві вершини» (2021)
- «Просто Надія» (2023)
- «Обіцянка Богу» (2024)
- «Впізнай мене» (2024)

### Роботи на радіо
- «Життя відстанню в десять хвилин» (2002—2006)

### Озвучення реклами

#### українською
- «McDonalds»
- «Олейна»
- «Colgate»
- «Ременс»
- «Комбіспазм»
- «Фламідез Гель»
- «Пантестин»
- «Ferrero Rocher»
- «Safeguard»
- «Sandora»
- «Palmolive»
- «Pava»
- «Ardo»
- «Wella»
- «Світоч»
- «Фервекс»
- «Anway»
- «Назол»
- «Shamtu»
- «Actimel»
- «Активіа»
- «Растишка»
- «Быстров»
- «La Pasta»
- «Nivea Visage»
- «Head & Shoulders»
- «Живчик»
- «Dove»
- «Pampers»
- «Sunsilk»
- «Glade»
- «Off!»
- «Cif»
- «Pedigree»
- «Rama»
- «Наш сік»
- «Аспірин-Кардіо»
- «Ariel»
- «Tefal»
- «Moulinex»
- «Rowenta»
- «Чёрный жемчуг»
- «Сто рецептов красоты»
- «Kinder»
- «Барні»
- «Торчин»
- «Ice White»
- «Ліотон»
- «Делуфен»
- «Мівіна»
- «Чудо»
- «Hipp»
- «Samsung»
- «LG»
- «Always»
- «Лаферобіон»
- «Тело человека»
- «Страна знаний»

#### російською
- «Персен»
- «Біттнер»
- «Ременс»
- «Барбовал»
- «Teva»

## Нагороди й номінації
| Рік                                           | Категорія                        | Робота       | Результат |
| --------------------------------------------- | -------------------------------- | ------------ | --------- |
| Київський міжнародний кінофестиваль «Стожари» |                                  |              |           |
| 1995                                          | Ґран-прі за найкращу жіночу роль | Вишневі ночі | Перемога  |